# Miss Italia 2003
Miss Italia 2003 si è svolta a Salsomaggiore Terme l'11, 12, 14 e 15 settembre 2003, ed è stata condotta per la prima volta da Carlo Conti. Vincitrice del concorso è stata la diciottenne Francesca Chillemi di Barcellona Pozzo di Gotto (ME). Seconda classificata la diciottenne Debora Salvalaggio di Latina, vincitrice del titolo Miss Eleganza e infine terza Laura Prostamo di Milano, vincitrice del titolo Miss Cinema.

## La gara
Miss Italia 2003 si è svolta in quattro serate dall'11 al 15 settembre 2003, con una pausa di un giorno il 13, condotte per la prima volta da Carlo Conti da Salsomaggiore Terme. Le quattro serate sono chiamate: la prima serata "Miss Italia...inizia la sfida", la seconda serata "Miss Italia...e la sfida continua", la terza serata "Miss Italia... la sfida è di moda" e la quarta serata "Miss Italia…la sfida finale". L'organizzazione dell'evento è ad opera di Rai Uno, con Patrizia Mirigliani ed Enzo Mirigliani, e la partecipazione del comune di Salsomaggiore Terme. Oltre ad una giuria che varia ogni serata, c'è una commissione tecnica che si occupa delle Miss, composta da Enrico Vanzina (Presidente), Romualdo Priore, Ugo Nespolo, Lorenzo Bringheli, Fioretta Mari, Danilo Di Pasquale e Maurizio Totti.
Nel corso delle quattro serate le centouno candidate vengono visionate e giudicate dalla commissione tecnica e dalla giuria. Le candidate passano da una fase della gara alla successiva attraverso il televoto, unito al giudizio della giuria. Durante la serata finale le concorrenti rimaste in gara sono trenta, comprese alcune ripescate dalle prime due serate, e da queste viene selezionata la vincitrice del concorso, la diciottenne siciliana Francesca Chillemi, che viene incoronata dall'attrice Claudia Cardinale, presidentessa della giuria.
È l'ultima Miss Italia ad avere lo scettro, infatti dal 2004 in poi le Miss non lo avranno più.
Originariamente il conduttore di quest'edizione doveva essere Paolo Bonolis, tornato in RAI proprio in quella stagione 2003/2004, ma poi dovette dare forfait a causa del suo contratto con Mediaset che sarebbe scaduto solo il 30 settembre 2003 e quindi molti giorni dopo l'edizione di Miss Italia.

## Piazzamenti
| Risultato finale     | Concorrente            |
| -------------------- | ---------------------- |
| Miss Italia 2003     | - – Francesca Chillemi |
| Seconda classificata | - – Debora Salvalaggio |
| Terza classificata   | - – Laura Prostamo     |
| Quarta classificata  | - – Emanuela Gentilin  |
| Quinta classificata  | - – Erika Marinelli    |
| Sesta classificata   | - – Linda Collini      |

## Altri riconoscimenti
- Miss Cinema: Laura Prostamo
- Miss Eleganza: Debora Salvalaggio
- Miss Televoto: Laura Prostamo
- Miss Cotonella: Enrica Pintore
- Miss Sasch Modella Domani: Sabrina Messina
- Miss Deborah: Erika Marinelli
- Miss Bioetyc: Elena Ossola
- Miss Moda Mare Triumph: Mariarca Covino
- Miss Wella: Linda Collini
- Miss Miluna: Simona Caggiati
- Miss Rocchetta Bellezza: Ilaria Castellano
- Miss Sorriso: Francesca Chillemi
- Meri Ragazza in Gambissime: Barbara Bonaiti
- Miss Televolto: Chiara Del Giudice
- Miss Chi: Laura Prostamo
- Miss Ragazza Moderna: Erika Marinelli
- Miss Cipria: Federica Morelli
- Miss TV Sorrisi e Canzoni: Costanza Aiello

## Le concorrenti
001) Sara Delpiano (Miss Valle d'Aosta)

002) Alessia Giubergia (Miss Piemonte)

003) Monica De Luigi (Miss Lombardia)

004) Selene Tavernini (Miss Trentino Alto Adige)

005) Stefania Carrano (Miss Friuli Venezia Giulia)

006) Chiara Sgarbossa (Miss Veneto)

007) Virginia Lolli (Miss Liguria)

008) Francesca Alifraco (Miss Emilia)

009) Luciana Vivolo (Miss Romagna)

010) Serena Marinai (Miss Toscana)

011) Emanuela Manni (Miss Umbria)

012) Anastasia Mazzoni (Miss Marche)

013) Daniela Faieta (Miss Abruzzo)

014) Simona Caggiati (Miss Lazio)

015) Ilaria Castellano (Miss Campania)

016) Caterina Santoianni (Miss Molise)

017) Roberta Campanaro (Miss Puglia)

018) Monica Cusato (Miss Calabria)

019) Giusiana Costantino (Miss Basilicata)

020) Costanza Aiello (Miss Sicilia)

021) Ilaria De Marco (Miss Sardegna)

022) Francesca Oppici (Miss Milano)

023) Francesca Addante (Miss Roma)

024) Luna Carpinelli (Miss Cinema Lazio)

025) Barbara Bonaiti (Miss Eleganza Lombardia)

026) Debora Salvalaggio (Miss Eleganza Lazio)

027) Elena Ossola (Miss Rocchetta Bellezza Lombardia)

028) Erika Panizon (Miss Rocchetta Bellezza Trentino Alto Adige)

029) Simona Leggio (Miss Rocchetta Bellezza Emilia)

030) Daniela Ganzella (Miss Rocchetta Bellezza Romagna)

031) Ilaria Ciarrocchi (Miss Rocchetta Bellezza Umbria)

032) Samuela Spalvieri (Miss Rocchetta Bellezza Marche)

033) Simona Caramante (Miss Rocchetta Bellezza Lazio)

034) Mariarca Covino (Miss Rocchetta Bellezza Campania)

035) Maria Grazia Pompeo (Miss Rocchetta Bellezza Molise)

036) Barbara Signore (Miss Rocchetta Bellezza Puglia)

037) Maria Misericordia (Miss Rocchetta Bellezza Calabria)

038) Elena Rizza (Miss Rocchetta Bellezza Sicilia)

039) Laura Mazzei (Miss Sasch Modella Domani Lombardia)

040) Giulia Marinello (Miss Sasch Modella Domani Veneto)

041) Dalila Gualco (Miss Sasch Modella Domani Liguria)

042) Eleonora Grieco (Miss Sasch Modella Domani Emilia)

043) Silvia Maserati (Miss Sasch Modella Domani Umbria)

044) Martina Micozzi (Miss Sasch Modella Domani Marche)

045) Noemi Iezzi (Miss Sasch Modella Domani Abruzzo)

046) Cristina Luciani (Miss Sasch Modella Domani Lazio)

047) Claudia Mercurio (Miss Sasch Modella Domani Campania)

048) Lucia Galeone (Miss Sasch Modella Domani Puglia)

049) Anna Greco (Miss Sasch Modella Domani Calabria)

050) Enrica Pintore (Miss Sasch Modella Domani Sardegna)

051) Fabiana Torre (Miss Wella Lombardia)

052) Federica Tafuro (Miss Wella Veneto)

053) Rebecca Cristina (Miss Wella Liguria)

054) Maria Ida Righi (Miss Wella Emilia)

055) Elisa Borghi (Miss Wella Toscana)

056) Gloria Panfili (Miss Wella Umbria)

057) Irene Bellabarba (Miss Wella Marche)

058) Federica Morelli (Miss Wella Lazio)

059) Barbara Guglielmi (Miss Wella Puglia)

060) Antonella Mollo (Miss Wella Calabria)

061) Clara Matarazzo (Miss Bioetyc Piemonte)

062) Laura Prostamo (Miss Bioetyc Lombardia)

063) Elisa Martini (Miss Bioetyc Trentino Alto Adige)

064) Rashmy Di Filippo (Miss Bioetyc Veneto)

065) Annabelle Foglia (Miss Bioetyc Liguria)

066) Octaviana Squaiella (Miss Bioetyc Romagna)

067) Eleonora Restifo Oliveira (Miss Bioetyc Toscana)

068) Erika Marinelli (Miss Bioetyc Lazio)

069) Chiara Del Giudice (Miss Bioetyc Puglia)

070) Francesca Chillemi (Miss Bioetyc Sicilia)

071) Alessandra Franzi (Miss Deborah Lombardia)

072) Federica Raffin (Miss Deborah Friuli Venezia Giulia)

073) Emanuela Gentilin (Miss Deborah Veneto)

074) Elisa Losi (Miss Deborah Romagna)

075) Marta Puccinelli (Miss Deborah Toscana)

076) Caterina Ercoli (Miss Deborah Marche)

077) Maria Chiara Righini (Miss Deborah Lazio)

078) Roberta Luongo (Miss Deborah Campania)

079) Sabrina Messina (Miss Deborah Sicilia)

080) Silvia Busia (Miss Deborah Sardegna)

081) Anita Spirolazzi (Miss Moda Mare Triumph Piemonte)

082) Fulvia Morana (Miss Moda Mare Triumph Lombardia)

083) Alessandra Polegato (Miss Moda Mare Triumph Friuli Venezia Giulia)

084) Shantal Fisher (Miss Moda Mare Triumph Veneto)

085) Alida Veneziani (Miss Moda Mare Triumph Emilia)

086) Elisa Munari (Miss Moda Mare Triumph Romagna)

087) Daria Boldi (Miss Moda Mare Triumph Toscana)

088) Valentina Roma (Miss Moda Mare Triumph Abruzzo)

089) Emanuela Evangelista (Miss Moda Mare Triumph Campania)

090) Rosanna Cirella (Miss Moda Mare Triumph Basilicata)

091) Alessia Eterno (Meri Ragazza In Gambissime Valle d'Aosta)

092) Maria Erokhova Franzoso (Meri Ragazza In Gambissime Lombardia)

093) Michela Maragliano (Meri Ragazza In Gambissime Liguria)

094) Laura Miotto (Meri Ragazza In Gambissime Romagna)

095) Linda Collini (Meri Ragazza In Gambissime Toscana)

096) Milena Alivernini (Meri Ragazza In Gambissime Lazio)

097) Michela Allocca (Meri Ragazza In Gambissime Campania)

098) Vanessa Marinucci (Meri Ragazza In Gambissime Puglia)

099) Lucia Bellotti (Meri Ragazza In Gambissime Calabria)

100) Francesca Messina (Meri Ragazza In Gambissime Sicilia)

## Riserve
101) Francesca Lattanzi Antinori (Miss Cinema Lazio sud)

102) Silvia Sperduti (Meri Ragazza In Gambissime Trentino Alto Adige)

103) Maria Ganci (Miss Sasch Modella Domani Sicilia)